# Utricularia fulva
Utricularia fulva is een kleine tot middelgrote, eenjarige vleesetende plant uit de blaasjeskruidfamilie (Lentibulariaceae). De soort is endemisch in Australië, waar deze vooral voorkomt in het Noordelijk Territorium. Het is een terrestrische of subaquatische plant die groeit in of nabij zandige stroombeddingen.